# Непряма дія
Непряма дія – принцип права Європейської Унії (ЄУ), відповідно до якого національні суди держав-членів зобов’язані тлумачити національне законодавство відповідно до положень законодавства ЄУ. Принцип непрямої дії контрастує з принципом прямої дії, який за певних умов дозволяє особам посилатися на саме право ЄУ у національних судах.
Непряма дія виникає через неспроможність держави-члена імплементувати директиву  —  належним чином або взагалі  —  але якщо пряма дія не може бути застосована, оскільки сторона, проти якої спрямована директива, є приватною особою або іншим чином не відповідає умовам, які надали б директиві пряму дію. У справі Фон Кольсон проти землі Північний Рейн-Вестфалія Суд Справедливости постановив, що національні суди повинні тлумачити національне законодавство відповідно до директиви, «в тій мірі, в якій це дозволено національним законодавством». У той час як Фон Кольсон розглядав ситуацію, коли держава-член не виконала директиву належним чином, у справі Marleasing SA проти La Comercial Internacional de Alimentacion SA Суд Справедливости поширив непряму дію на ситуації, коли відповідна держава-член ЄС взагалі не виконала директиву.
Хоча непряма дія має велике значення, особливо щодо директив, рекомендації та думки також можуть мати непряму дію. Рекомендації та думки не мають обов'язкової юридичної сили, як-от директиви. Однак у справі Grimaldi проти Fonds des Maladies Professionnelles Суд Справедливости постановив, що оскільки рекомендації та думки повинні мати певну юридичну силу, їх усе ж слід брати до уваги при розгляді заходів, які вони повинні були доповнювати.